# Suillia vergarae
Suillia vergarae är en tvåvingeart som beskrevs av Steyskal 1980. Suillia vergarae ingår i släktet Suillia och familjen myllflugor.
Artens utbredningsområde är Colombia. Inga underarter finns listade i Catalogue of Life.